# Bernazobre
Der Bernazobre ist ein Fluss in Frankreich, der im Département Tarn in der Region Okzitanien  verläuft. Er entspringt im Regionalen Naturpark Haut-Languedoc, im Gemeindegebiet von Escoussens, entwässert trotz einiger Schleifen generell in nordwestlicher Richtung und mündet nach rund 25 Kilometern im Gemeindegebiet von Cambounet-sur-le-Sor als rechter Nebenfluss in den Sor.

## Orte am Fluss
(Reihenfolge in Fließrichtung)
- Escoussens
- Tregas, Gemeinde Labruguière
- Viviers-lès-Montagnes
- Cambounet-sur-le-Sor